# Koethen (Adelsgeschlecht)

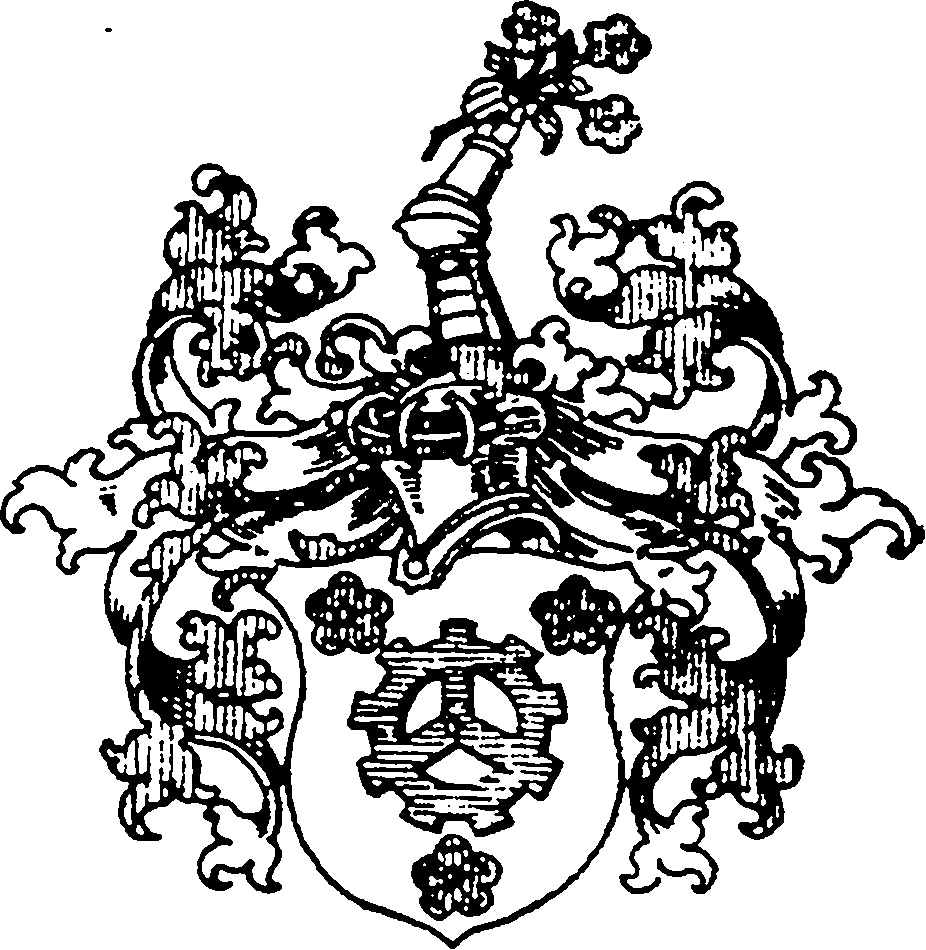
Wappen derer von Koethen im Jahrbuch des Deutschen Adels, 1898

Koethen ist der Name eines anhaltischen Uradelsgeschlechts aus dem namengebenden Ursprungsort Köthen, das sich bereits im 13. Jahrhundert auch in Pommern ausbreitete. 

## Geschichte
Das Geschlecht erscheint erstmals urkundlich am 28. Dezember 1156 mit Huswart de Cothene. 1170 kommt ein Thiderichs de Kothinge als Zeuge in einer zu Halle ausgestellten Urkunde vor. Die pommersch-neumärkische Linie tritt urkundlich am 24. April 1240 mit Theodoricus de Kothene auf. Peter von Köthen war bereits 1352 im Besitz des Stammgutes Libbehn im Kreis Pyritz, das dann 500 Jahre im Besitz der Familie blieb. 1440 verkauften die Brüder Heinrich und Theodor von Koethen das Gut Radewell bei Halle an das Moritzkloster zu Halle.

## Wappen
Das Wappen zeigt in Silber ein blaues (auch in Blau ein silbernes) Kammrad mit vier (drei) Speichen, begleitet von drei (2:1) roten Rosen. Auf dem Helm mit rot–silbernen Decken ein wachsender geharnischter Arm, einen Rosenzweig mit drei roten Blüten haltend. Bei der Helmzier gab es mehrere Varianten.
Wappenvarianten in Siebmachers Wappenbüchern

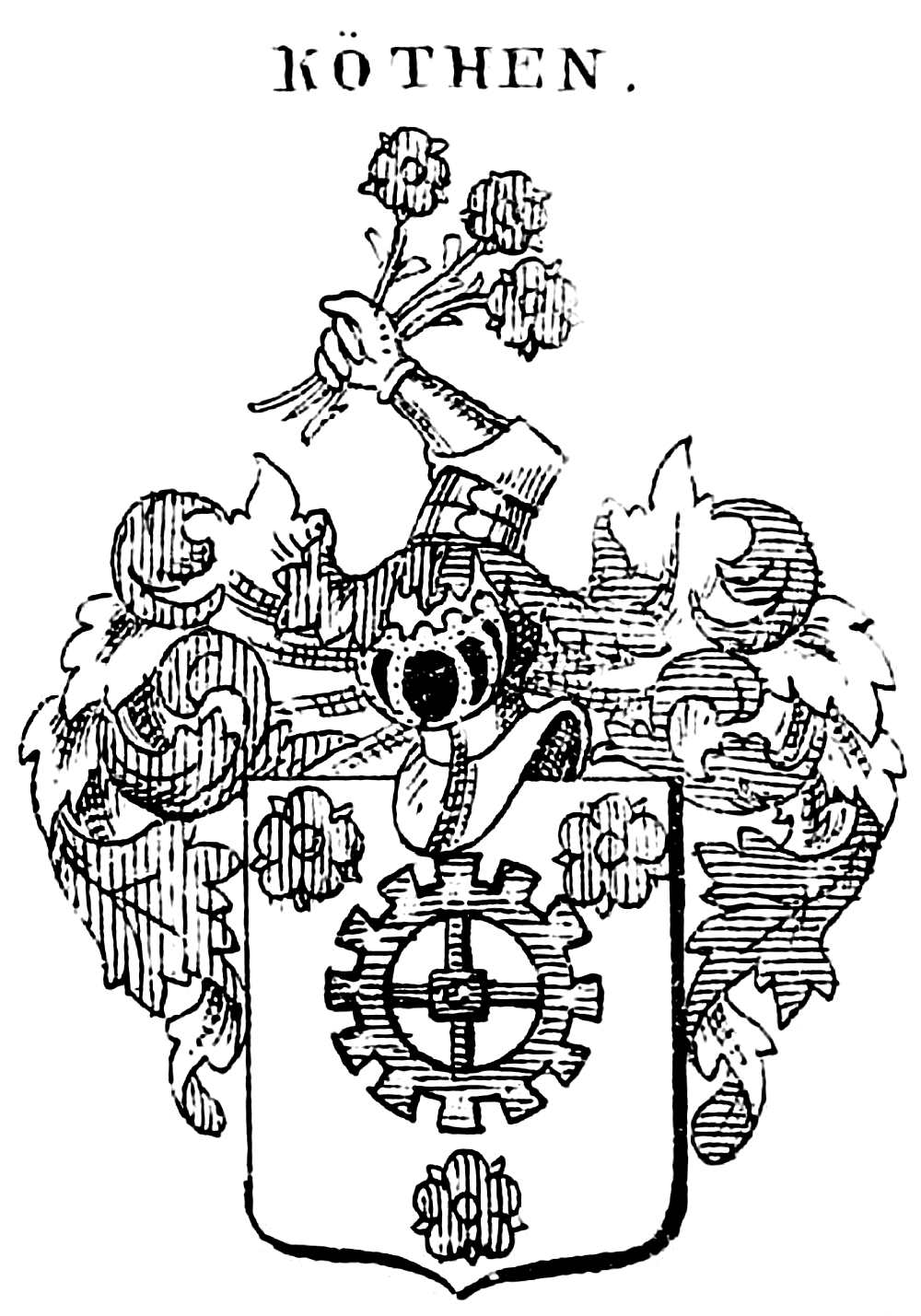
1878 Preußen
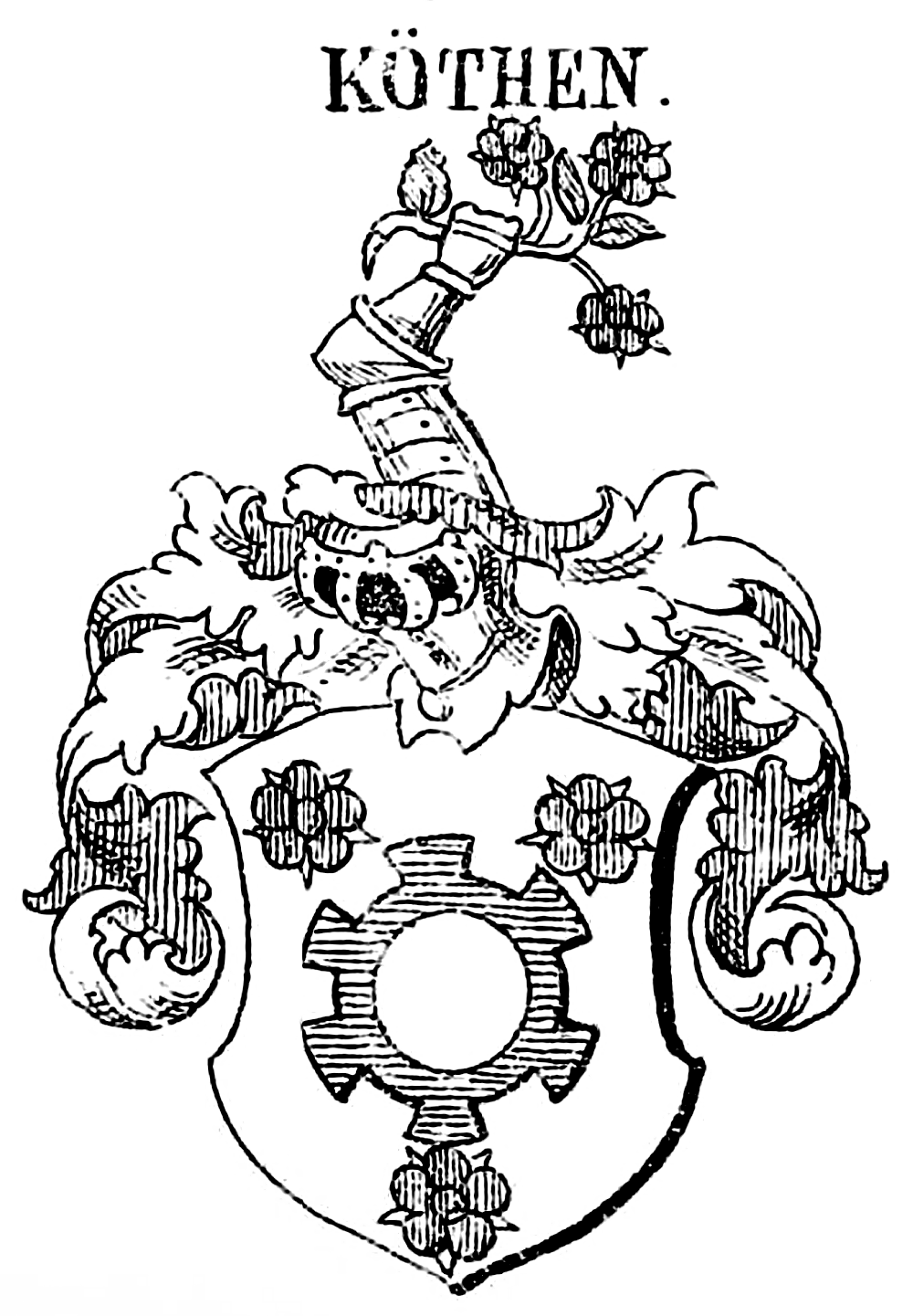
1894 Pommern
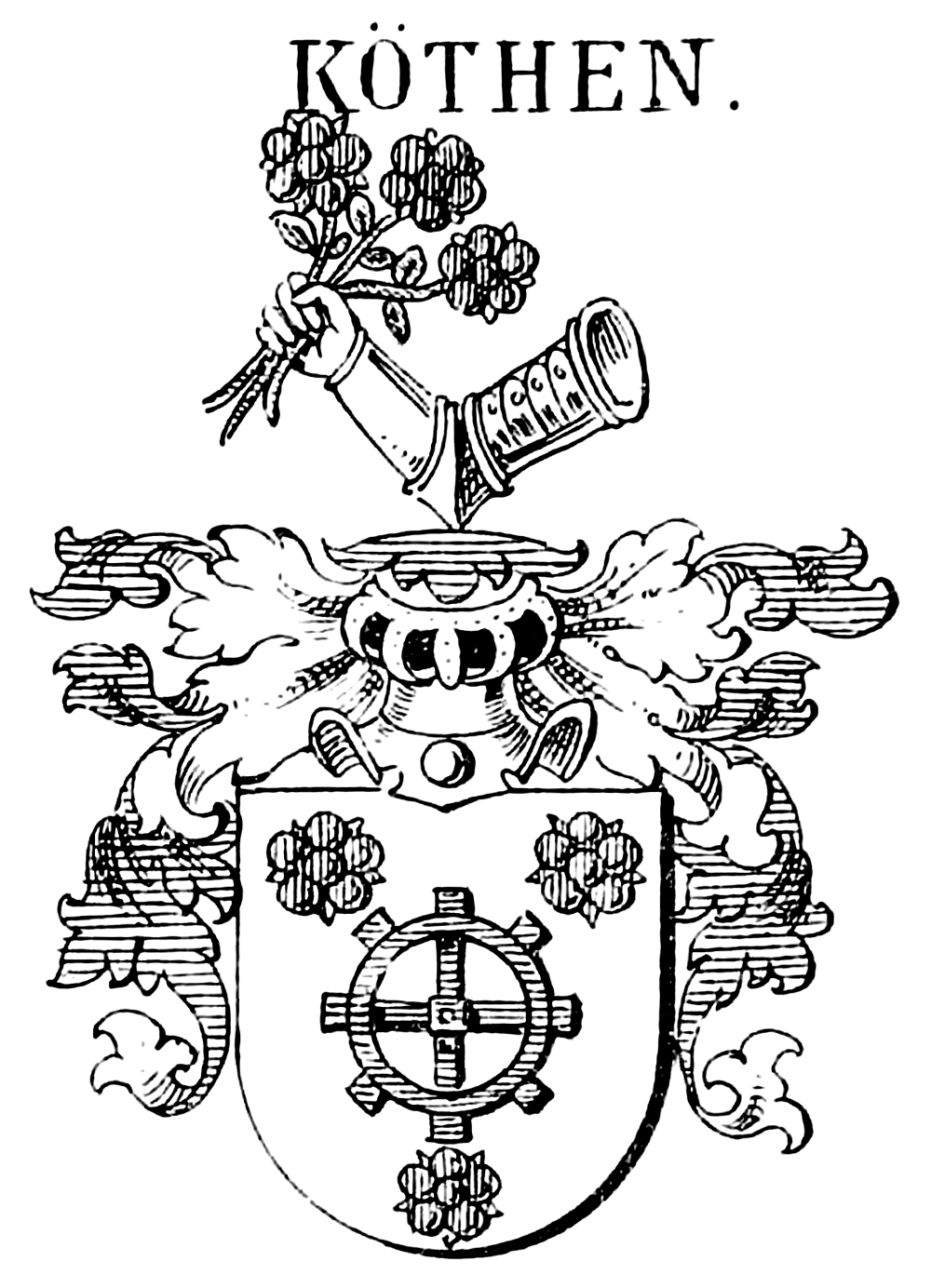
1900 Brandenburg
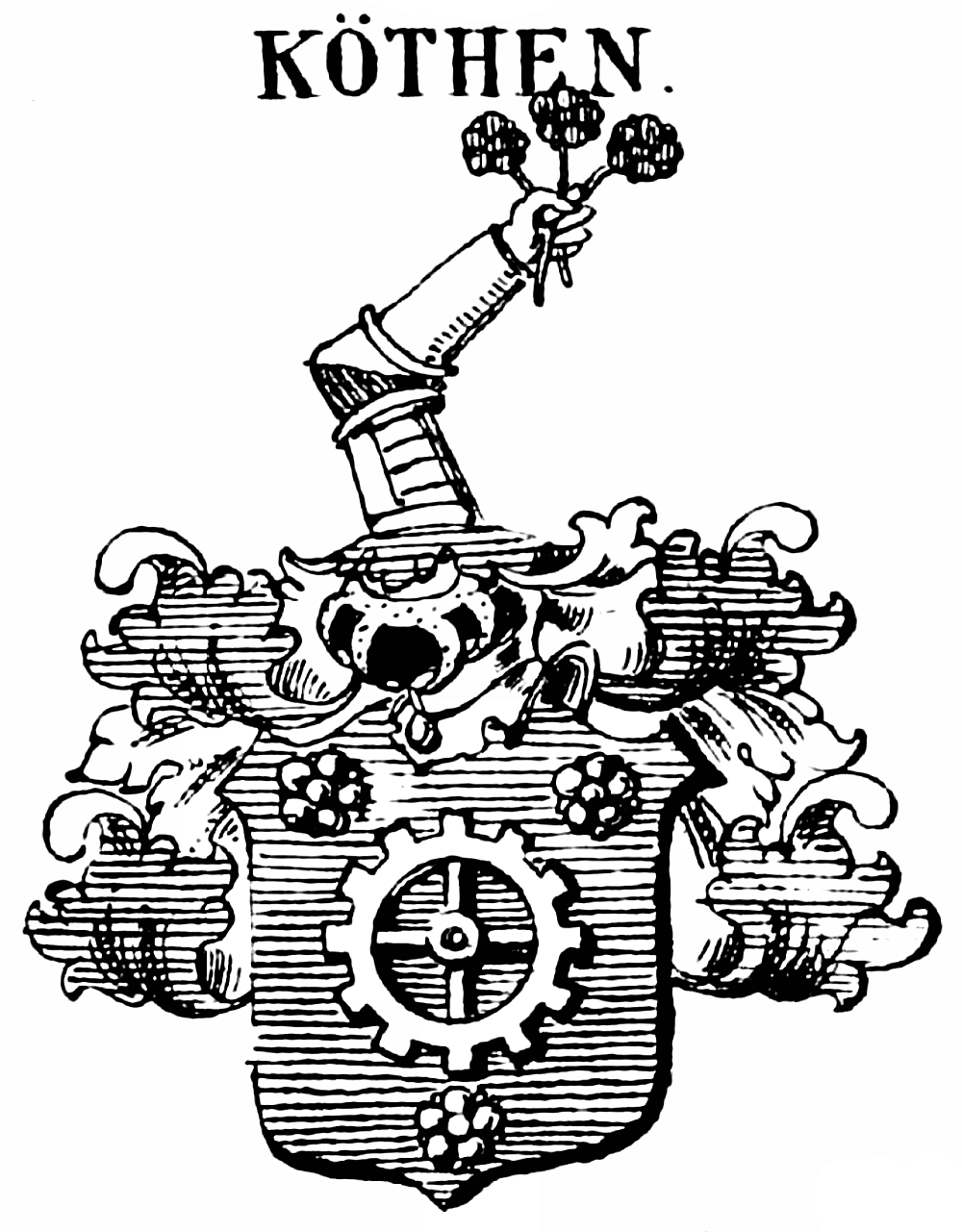
1902 Mecklenburg
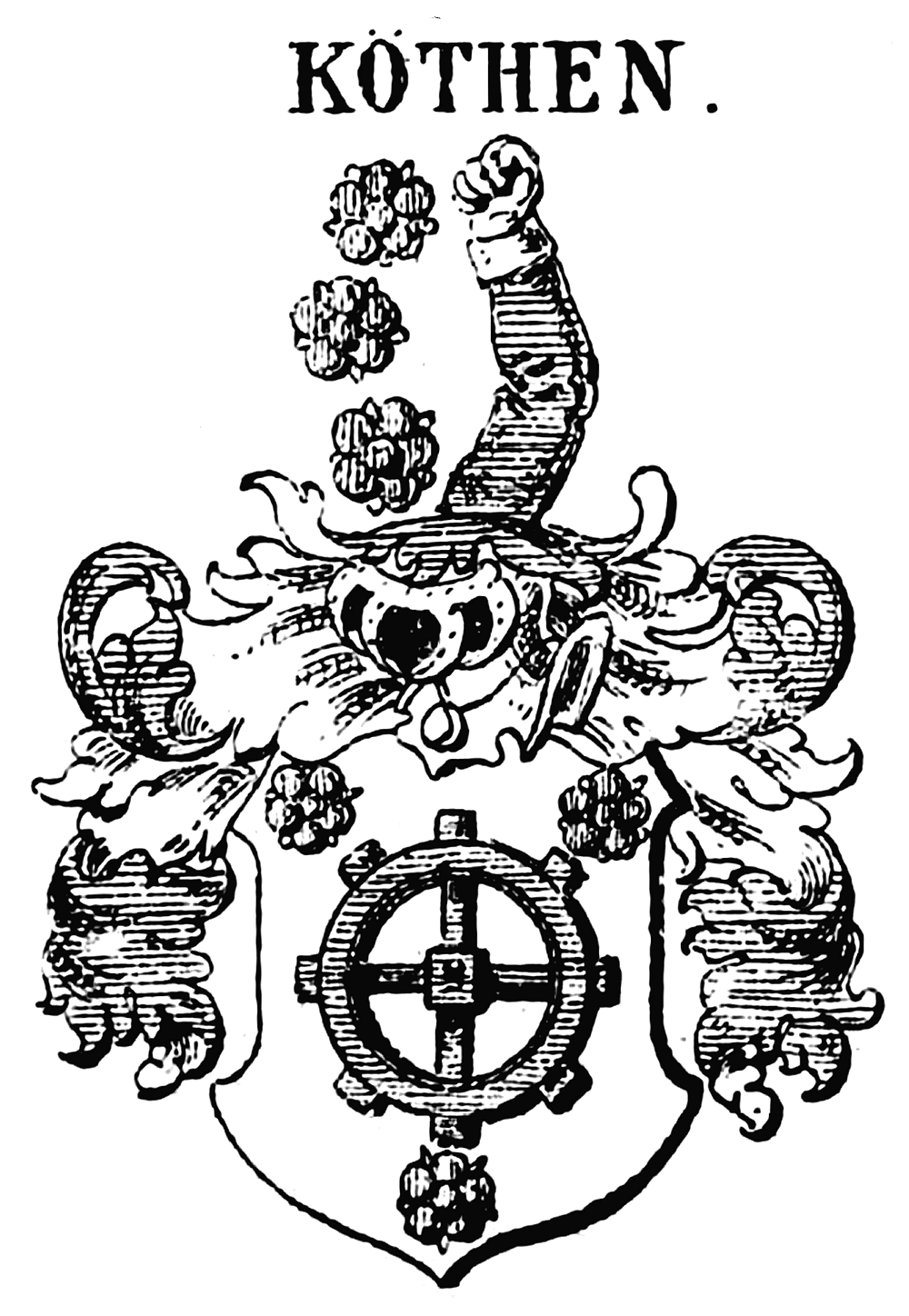
1906 Preußen

## Familienangehörige
- Berent Friedrich von Koethen († 1793), preußischer Oberstleutnant und Kommandant von Küstrin
- Georg Boguslav von Koethen (1722–1808), preußischer Generalmajor
- Julius von Koethen (1815–1899), preußischer Generalmajor